# Camponotus humerus
Camponotus humerus é uma espécie de inseto do gênero Camponotus, pertencente à família Formicidae.